# Cousinia schepsaica
Cousinia schepsaica là một loài thực vật có hoa trong họ Cúc. Loài này được Karmysch. mô tả khoa học đầu tiên năm 1966.